# Buxbaumia tasmanica
Buxbaumia tasmanica är en bladmossart som beskrevs av Mitten 1859. Buxbaumia tasmanica ingår i släktet sköldmossor, och familjen Buxbaumiaceae. Inga underarter finns listade i Catalogue of Life.